# Cephalotes scutulatus
Cephalotes scutulatus är en myrart som först beskrevs av Smith 1867.  Cephalotes scutulatus ingår i släktet Cephalotes och familjen myror. Inga underarter finns listade.